# Reprise Records
Reprise Records este o casă de discuri americană fondată în 1960 de Frank Sinatra. Este deținută de Warner Music Group și coordonată de Warner Records.

## Formații
| - The B-52's - Barenaked Ladies - Beach Boys - Michael Buble - Paula Cole - Ry Cooder - Crosby, Stills, Nash & Young - Deftones - Depeche Mode - Disturbed - Enya - The Films | - Flaming Lips - Fleetwood Mac - Goo Goo Dolls - Green Day - Head Automatica - Don Henley - Chris Isaak - Mark Knopfler - k. d. lang - My Chemical Romance - New Order - Randy Newman | - Stevie Nicks - Tom Petty and the Heartbreakers - R.E.M. - Red Hot Chili Peppers - Lou Reed - Little Richard - Adam Sandler - Taking Back Sunday - The Used - Neil Young |